# Pèrenoir petit-coq
Espèce
Statut de conservation UICN

 LC  : Préoccupation mineure
Le Pèrenoir petit-coq (Loxigilla violacea), aussi appelé Sporophile petit-coq, est une espèce de passereaux des Antilles appartenent à la famille des Thraupidae.

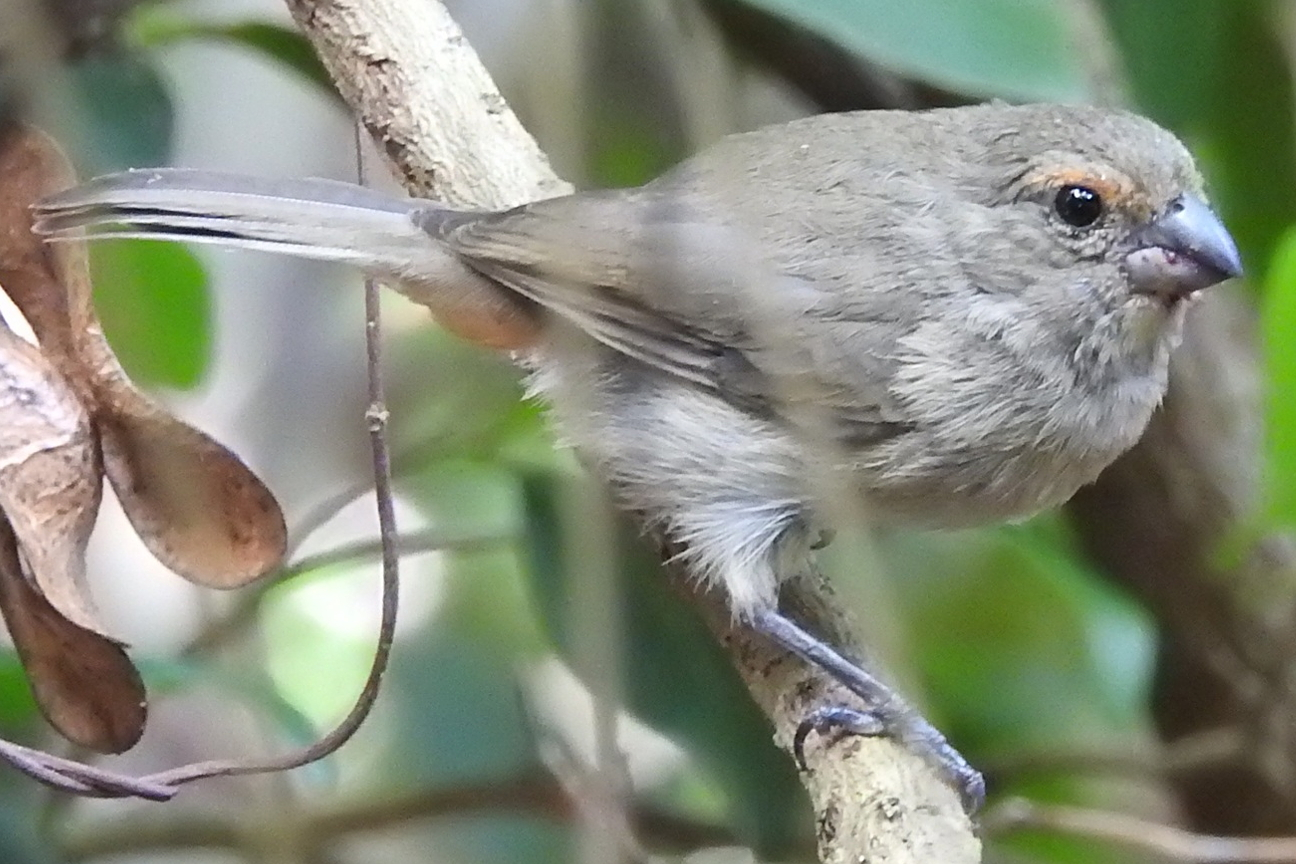
Une femelle à Nassau (Bahamas).